# Albín Bráf
Albín Bráf (* 27. Februar 1851 in Třebíč, Markgrafschaft Mähren; † 1. Juli 1912 in Roztoky bei Prag) war ein tschechischer Nationalökonom, Politiker und österreichischer Ackerbauminister.

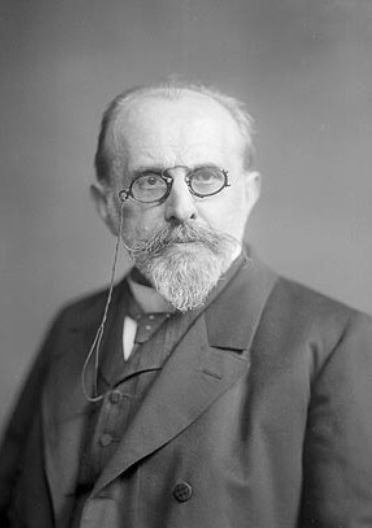
Albín Bráf (1911)

## Leben

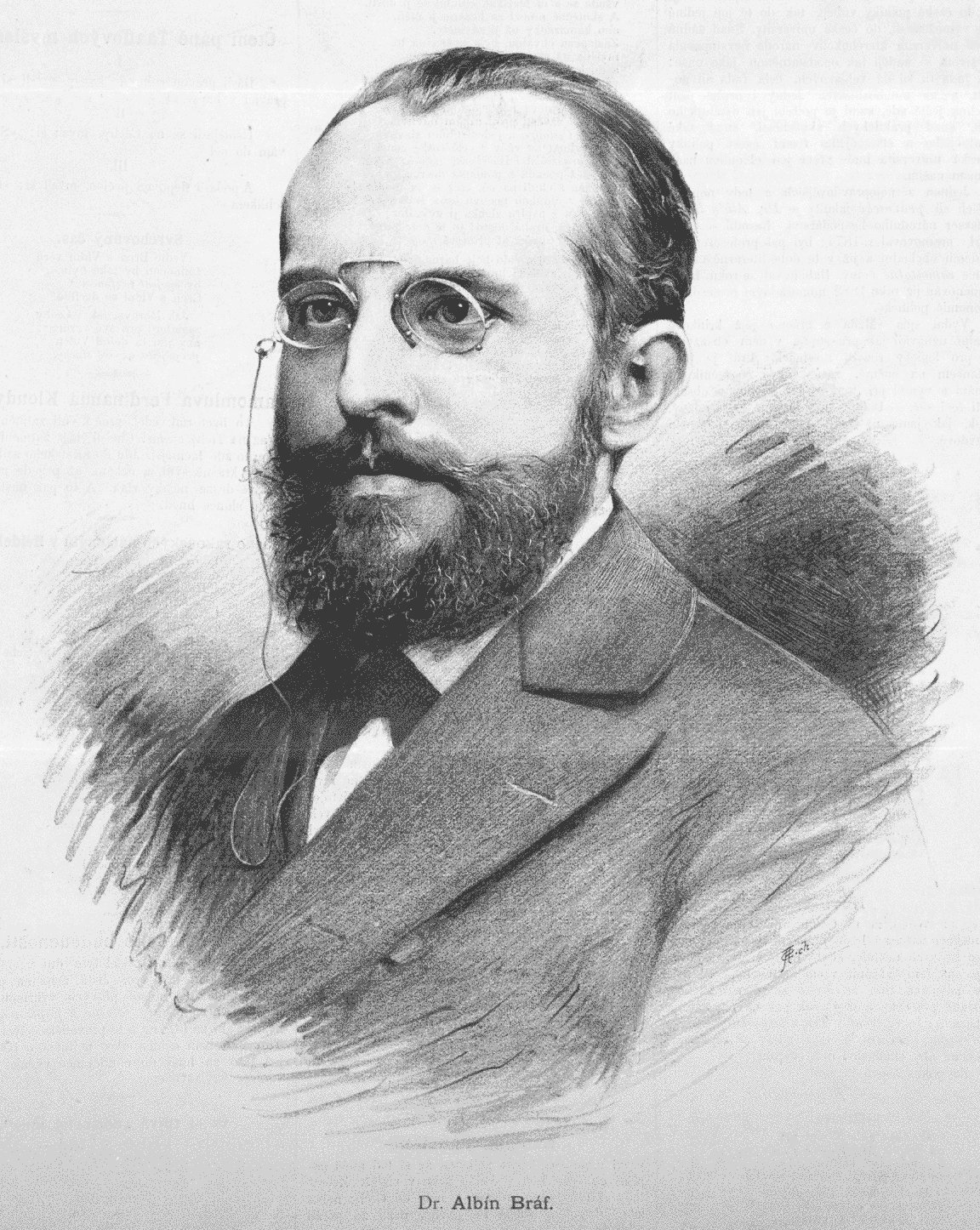
Albín Bráf
(Jan Vilímek, 1886)

Bráf, Sohn eines Gutsbeamten, besuchte 1861 bis 1869 ein Prager Gymnasium, studierte bis 1873 Rechts- und Staatswissenschaften an der Universität Prag und erwarb 1874 den Dr. jur. Er war Schüler und Gefolgsmann des Alttschechen František Palacký. Seit 1877 wirkte er, neben seiner Tätigkeit als Lehrer an einer Handelsakademie, als Privatdozent für politische Ökonomie. 1882 wurde er außerordentlicher Professor für Nationalökonomie am gerade abgetrennten tschechischen Teil der Universität Prag, 1890 ordentlicher Professor.
Bráf war Mitglied der böhmischen Gesellschaft der Wissenschaften, des Industrie- und Landwirtschaftsrates sowie der k.k. Statistischen Zentralkommission. Als Abgeordneter im Böhmischen Landtag 1883 bis 1905 und später des Wiener Reichsrats war er zuletzt jeweils Führer der Alttschechen. 1904 erfolgte die Ernennung zum Hofrat, 1905 wurde er ins Herrenhaus berufen.
1888 heiratete Bráf Libussa Rieger (Libuše Bráfová 1860–1930), Tochter des tschechischen Politikers František Ladislav Rieger. Das Paar hatte einen Sohn, Václav (1888–1908). Als er 1903 die Leitung der Fraktion im Reichstag von seinem verstorbenen Schwiegervater übernahm, versuchte er vergeblich eine moderne Parteistruktur aufzubauen. Die Alttschechen blieben auch unter seiner Führung eine Honoratiorenpartei, konzentriert auf die größeren Städte.
Bráf gilt als Begründer der modernen tschechischen Wirtschaftswissenschaft und förderte die wirtschaftliche Emanzipation der Tschechen gegenüber der bis Ende des 19. Jahrhunderts dominanten deutschen Bourgeoisie in den böhmischen Ländern. Bráfs nationales Wirtschaftsprogramm fand breite Unterstützung in der tschechischen Nationalbewegung. Seine umfangreichen Veröffentlichungen zu wirtschaftlichen und politischen Themen erschienen vor allem in Zeitschriften.
Von 10. Februar bis 1. November 1909 war Bráf österreichischer Ackerbauminister im Ministerium Bienerth. Er erreichte in der kurzen Amtszeit eine Bodenentschuldung, trat dann aber wegen Differenzen in der Böhmischen Sprachenfrage zurück. Mit der Enthebung wurde er zum Geheimen Rat ernannt und kehrte an die Universität zurück. Von 19. November 1911 bis zu seinem Tod amtierte er dann noch einmal als Minister für Ackerbau in der Regierung Stürgkh.
1912 verstarb er nach längerer Krankheit auf seinem Landgut bei Roztoky, nahe Prag und wurde auf dem Vyšehrader Friedhof beigesetzt.

## Schriften (Auswahl)
- Studien über nordböhmische Arbeiterverhältnisse. J. Otto, Prag 1881.
- Albín Bráf – Život a dílo. Gruber, Prag 1922–1924 (fünfbändige Werkausgabe).
- Miroslav Šmejkal: Významní čeští národohospodáři. Vysoká škola ekonomická, Prag 1993. ISBN 80-7079-195-0.